# Mont Assiniboine
El Mont Assiniboine és una una muntanya que es troba a la divisòria continental nord-americana, a la frontera entre Alberta i la Colúmbia Britànica, Canadà. La frontera també ho és entre el Parc Nacional de Banff i el Parc Provincial del mont Assiniboine.
Amb 3.618 msnm és el cim més alt del sector meridional de les Continental Ranges de les Canadian Rockies. Té una prominència de 2.086 metres. Per la seva semblança amb el Matterhorn, als Alps, és conegut com el "Matterhorn de les Rockies".
Va rebre el seu nom el 1885 per George M. Dawson. Quan Dawson va veure el mont Assiniboine des de la Copper Mountain, va veure un plomall de núvols que s'allunyava del cim. Això li va recordar els tipis del poble assiniboine.
La primera ascensió del cim va tenir lloc l'estiu de 1901 per James Outram, Christian Bohren i Christian Hasler.